# AS Port
La Association Sportive du Port comúnmente llamado AS Port es un equipo de fútbol de Yibuti, el cual pertenece a la Primera División de Yibuti, principal liga de fútbol en el país.
Fue fundado en la capital Yibuti en el año 1982.

## Palmarés
- Primera División de Yibuti: 4

2010, 2011, 2012, 2019
- Copa de Yibuti: 7

1988, 1989, 1990, 2000, 2010, 2011, 2013